# Rah Ahan
Rah Ahan (persiska: باشگاه راه آهن يزدان) är en fotbollsklubb från Teheran i Iran. Klubben bildades 1937. Rah Ahan spelade åren 2005 till 2016  i landets högsta division Persian Gulf Pro League. År 2016 relegerades klubben till andra divisionen. Efter att Rah Ahan år 2018 relegerats till den tredje divisionen deltog man inte följande säsong.